# Римсберг
Римсберг (нем. Rimsberg) — община в Германии, в земле Рейнланд-Пфальц. 
Входит в состав района Биркенфельд. Подчиняется управлению Биркенфельд.  Население составляет 119 человек (на 31 декабря 2010 года). Занимает площадь 3,19 км².